# Letia
Letia (en cors Letia) és un municipi francès, situat a la regió de Còrsega, al departament de Còrsega del Sud. L'any 1999 tenia 96 habitants.

## Demografia
| 1962 | 1968 | 1975 | 1982 | 1990 | 1999 |
| ---- | ---- | ---- | ---- | ---- | ---- |
| 258  | 285  | 252  | 204  | 122  | 96   |

## Administració
| Període | Identitat          | Partit | Qualitat |
| ------- | ------------------ | ------ | -------- |
| 2001-   | Jean-Luc Chiappini |        |          |

## Personatges il·lustres
- Saveriu Paoli, escriptor cors